# Quirin Reuter
Pour les articles homonymes, voir Reuter.
Quirin Reuter est un théologien protestant, né à Mosbach le 27 septembre 1558, et mort à Heidelberg le 22 mars 1613 .

## Biographie
Quirin Reuter est le fils de Jean Reuter et de Barbe Cisner. Il apprend les premiers éléments de latin dans son pays avant d'aller, à 10 ans, faire ses humanités à Heidelberg. Le 31 mars 1573 il étudie au Collegium Sapientiae (collège de la Sapience) dirigé par Zacharias Ursinus avec les professeurs Pierre Boquin, Emmanuel Tremellius, Hieronymus Zanchius (Girolamo Zanchi ou Jérôme Zanchius) où les étudiants sont entretenus par l'électeur palatin Frédéric III qui est calviniste. Après sa mort, le 26 octobre 1576, son fils, Louis VI du Palatinat, ayant embrassé la confession d'Augsbourg, il fait partir tous les professeurs calvinistes et leurs disciples en avril 1577. Quirin Reuter peut obtenir une petite bourse dans le collège par l'entremise de son parent Nicolaus Cisner qui est appelé plus tard Collegium Casimirianum.
À l'appel de Daniel Toussain (Daniel Tossanus) il quitte Heidelberg pour Neustadt, en 1578, où Jean-Casimir du Palatinat, fils cadet de Frédéric III et resté calviniste, fonde le Casimirianum où se sont retrouvés les professeurs calvinistes chassés de Heidelberg. En 1579, Andreas Dudith a demandé à Zacharias Ursinus de lui envoyer un élève comme précepteur de son fils. Ursinus lui conseille Quirin Reuter qui étant intéressé demande l'autorisation à Jean-Casimir de Palatinat. Celui-ci accepte à la condition qu'il reviendrait quand on le lui demanderait. Quirin Reuter arrive à Breslau le 13 avril 1580. Il assure le rôle du précepteur du fils aîné d'Andreas Dudith pour lui enseigner les belles-lettres, la philosophie et la théologie. 
Le 11 avril 1582, il reçoit une lettre de Daniel Toussain le rappelant dans le Palatinat. Il est libéré par Dudith le 15 juin. Il est à Neustadt en mars 1583. L'électeur palatin Louis VI étant mort le 22 octobre 1583, Jean-Casimir de Palatinat devient le tuteur de son neveu Frédéric IV du Palatinat qui rétablit le calvinisme dans le Palatinat. Il fait tenir une conférence à Heidelberg, le 4 avril 1584, entre les calvinistes et les luthériens. Quirin Reuter y participe pour les calvinistes. Le même mois il est désigné comme régent de la classe de seconde du collège de la ville (Pädagogium). Il quitte cette place à la fin 1584 pour devenir pasteur à Bensheim. Il quitte Bensheim en 1587 pour être pasteur à Neuhausen, près de Worms.
En novembre 1589 il est nommé professeur de seconde dans le collège de la sapience de Heidelberg. Il se fait recevoir maître ès arts deux ans plus tard. En 1593, il est nommé pasteur de l'église Saint-Gilles (Egidienkirche) à Spire. En 1598 il est nommé professeur de théologie de la classe de première du collège de la sapience de Heidelberg après le départ de David Pareus. 
Le 26 juin 1600, il est reçu docteur en théologie et, en 1602, après le décès de Daniel Toussain, le sénat académique le nomme professeur de l'Ancien Testament à l'université de Heidelberg. Il est nommé recteur de l'université de Heidelberg en 1607.
En 1611, la mort d'un fils âgé de 16 ans qui promettait beaucoup l'a secoué particulièrement et ne fait plus que languir. Il publie l'œuvre de son parent Nicolaus Cisner en 1611.
Il est mort à Heidelberg le 22 mars 1613 et est inhumé dans l'église Saint-Pierre. Son épitaphe est placée dans la chapelle de l'université.
Il se marie le 24 août 1585 avec Marie Anastasie, fille de Jean Anastasie, originaire des Pays-Bas, belle-fille de Joh. Jungnitz, dont il a 12 enfants dont 9 sont morts avant lui et 3 lui ont survécu. Son fils David est pasteur à Heppenheim.

## Publications
- Commentarius in Exodum, Francofurti ad Orderam, 1616
- Commentarius in Obadiam, Francofurti ad Orderam, 1617
- Andreæ Dudithii orationes in concilio Tridentino habitæ. Apologia  ad D. Maximilianum II imperatorem, et Commentarius pro conjugali libertate, cum appendice epistolarum DD. imper. & principum germaniæ orationum, ac scriptum aliquot. studio & opera D. Quirini Reuteri, Palatini, professoris in Academia Heidelbergensiŝ, édité par Quirin Reuter, Offenbachi, 1610
- Conradi Heresbachii Rei rusticæ libri quatuor, universam agriculturæ disciplinam continentes, repurgati & aucti, Spire, 1515. Quirin Reuter s'est chargé de cette édition.
- Zachariæ Ursini opera theologica in tres tomos tributa, & Quirini Reuteri studio & opera edita, Heidelberg, 1611, en trois tomes.
- Hieronymi Zanchii commentarius in epistolas Pauli & Philippenses, Colossenses & Thessalonicenses, Neustadt, 1595. Après la mort de son ami Zanchius, le 19 novembre 1590, il a revu ce commentaire et d'y faire des additions.
- Nicolai Cisneri opuscula historica, politica, philologa, juridica, in quatuor tomos tributa & notis illustrata a Quirino Reutero, Francfort, 1610
- Oratio de vita & morte ill. principis Joannis Casimiri, Heidelberg, 1592. Jean-Casimir de Palatinat, administrateur de l'Électorat palatin pour son neveu Frédéric IV, est mort en 1592.
- Jubilæus primus Collegii Sapientiæ, quod est Heidelbergæ, in Academia panegyri celebratus, Heidelberg, 1606.
- Joannis Cyrenii Paraschii notæ in Ciceronis orationem S. Roscio Amerino, Spire, . Quirin Reuter se cache sous le nom de Paraschius.
- De invocatione Dei, Heidelberg, 1606.
- Theses de magistratu politico, Heidelberg, 1606.
- Aphorismi theologici de vera religione potissima capita doctrinæ christianæ continentes, Heidelberg, 1601.
- Disputatio de capitibus doctrinæ pietatis, Mannheim, 1609.
- Catechesis christianæ religionis in ecclesis & scholis palatinis usitata. Accedunt censuræ theologurum quorumdam in hanc. Heidelbergæ, 1595. Quirin Reuter n'a fait que traduire en latin cet ouvrage.
- Diatribe de ubiquitate, publié avec le livre précédent.
- Responsum ad Joannis Magiri, præpositi stutgardiani, pro Marco zum Lamb scriptum